# Irreligión en Colombia
La irreligiosidad que comprende el ateísmo, el agnosticismo y el humanismo secular, tiene poca presencia en Colombia, ya que este país es uno de los más religiosos de América Latina. Según estudios recientes el 90% de los colombianos afirman creer en un dios. Colombia continúa siendo un país predominantemente cristiano (principalmente católico y, luego, evangélico).
Durante la mayor parte de la historia de Colombia declararse ateo fue algo muy mal visto socialmente, y aún lo es en muchos pueblos y zonas rurales. Algunos ateos en el siglo XIX y XX mantuvieron su ateísmo en secreto, y como mucho llegaban a declararse como agnósticos. 
La Iglesia católica tuvo una fuerte presencia política y religiosa desde la época de la conquista hasta la Constitución de 1991, que declaró la libertad de cultos e hizo todas las iglesias iguales ante la ley y dejó al país sin religión oficial, como estableció la Constitución de 1886. La declaración de Colombia como estado laico a partir de 1991 ha permitido que los ateos se visibilicen mucho más a como lo era antes.

## Estadísticas recientes
En el Índice Global de Religiosidad y Ateísmo del 2012 se reveló que el porcentaje de quienes dicen ser ateos es del 3 por ciento, manteniéndose este porcentaje inalterado desde el 2005.
El informe "Las religiones en tiempos del Papa Francisco" hecho por la Corporación Latinobarómetro en el 2013 también estableció un 3% como la presencia combinada de ateos y agnósticos.
En el año de 2017 la Santa Sede presentó el Anuario Pontificio 2017 y de Estadísticas de la Iglesia 2015, que ubicó a Colombia como uno de los países con más católicos en el mundo. Sin embargo, el obispo colombiano Monseñor Fabián Marulanda López, exsecretario general de la Conferencia Episcopal de Colombia, aclara que este informe que elaboró la Santa Sede se basa en el registro de bautizados en la fe católica. Razón por la cual “Realmente, en Colombia hasta los ateos son bautizados”, afirmó Marulanda al diario El Tiempo.
De hecho, la posibilidad de que un ateo o agnóstico haga apostasía en Colombia es muy difícil por las mismas trabas que pone la Iglesia Católica.
Sin embargo, la presencia de ateos y agnósticos es mayor en la ciudad de Bogotá. La Maestría en Estudios del Hecho Religioso de la Universidad San Buenaventura realizó en 2008 una encuesta a 1.800 personas en Bogotá. Tal estudio arrojó presentó que el 3,8 por ciento se considera agnóstico (no saben o no creen con certeza en la existencia de Dios), y el 3,2 se declaró ateo. Para un total de 7% entre quienes no dan por cierta la hipótesis de Dios o dioses.
En noviembre del 2017 la encuestadora Cifras y Conceptos, Red + Noticias y Caracol radio compartieron un estudio en el que revelaron que el 3% de encuestados no creía en un dios. Este 3 por ciento está distribuido en un 1% que cree que Dios no existe y lo expresa en sus discusiones, un 1% que cree que Dios no existe pero no discute sobre eso y un 1% que no sabe si existe Dios o no y no dedica tiempo pensando en eso. Adicionalmente, el estudio reporta que un 4% no está convencido pero por tradición familiar cree que existe Dios.
La expansión del ateísmo y el agnosticismo en Colombia se está dando principalmente en las generaciones más jóvenes, lo que parece relacionarse con un cambio generacional. Este cambio puede estar relacionado con la masificación de la internet, en la que hay más contenidos críticos de la religión y del teísmo.

## Ateísmo militante de Colombia

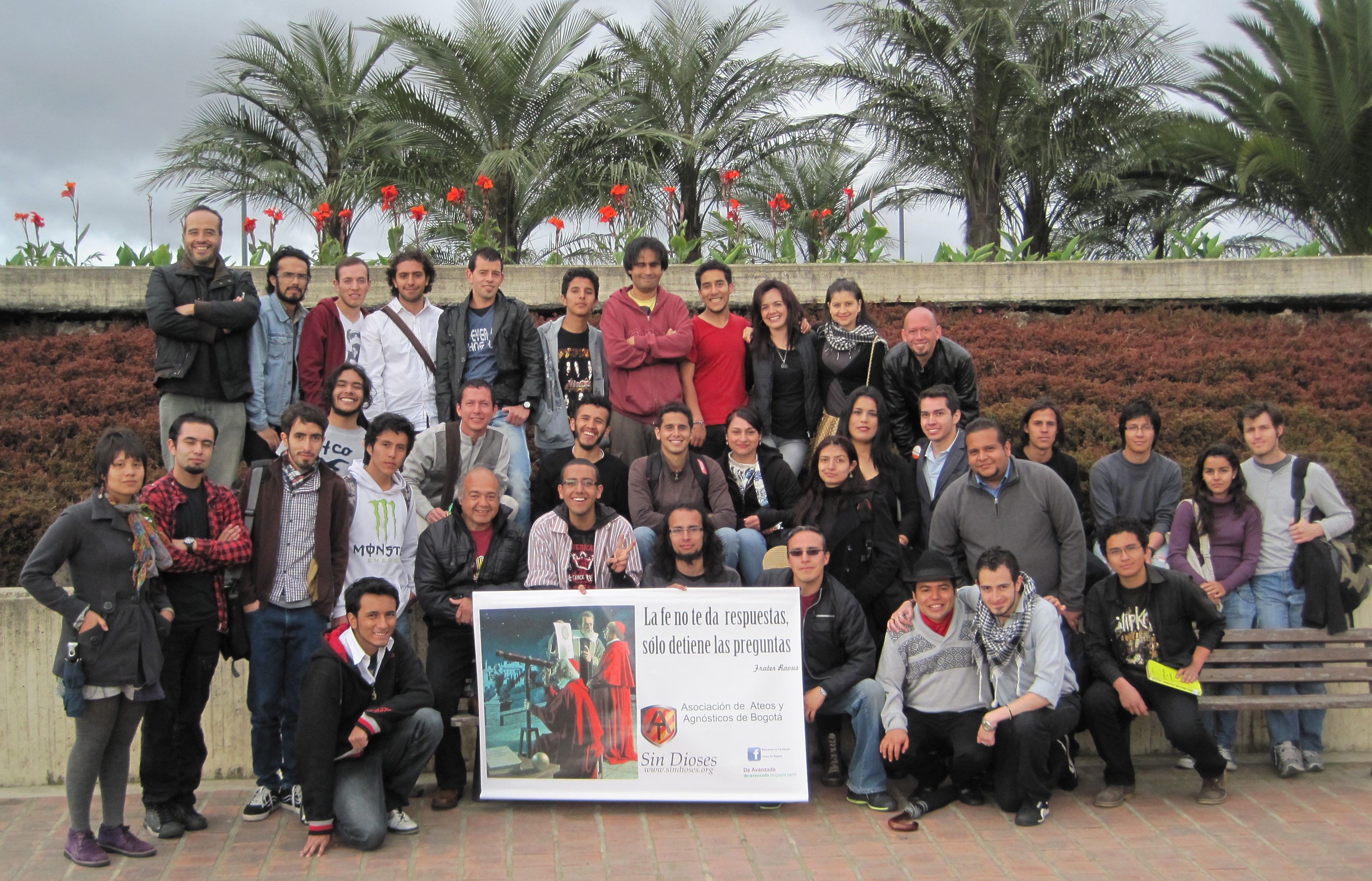
Ateos en Bogotá, Colombia

El ateísmo se ha comenzado a visibilizar más intensamente desde la década de 2010. La primera organización atea en formalizarse fue la Asociación de Ateos de Cali (AC) en el año 2012
Posteriormente le siguieron la Asociación de Ateos y Agnósticos de Bogotá (AAAB), que empezaron a hacer pedagogía por la laicidad del Estado, la defensa de derechos individuales, y hacer charlas para difundir la ciencia y el pensamiento crítico.
En el año 2013 ambas organizaciones fueron parte de las ONG firmantes (junto con otras 15) motivaron la audiencia "Situación de los defensores de derechos sexuales y reproductivos en Colombia" en la Comisión Interamericana de Derechos Humanos (CIDH) de la OEA en el 147 período de sesiones de este organismo.
Esta acción fue motivada por las acciones de la administración de la Procuraduría General de la Nación, que se encontraba dirigida por el ultraconservador Alejandro Ordóñez.
La ONG Bogotá Atea ya ha sido convocada por la Corte Constitucional para presentar conceptos relacionados con el tema de laicidad en una audiencia pública convocada por ésta en el año 2016.
El 5 de agosto de 2013 se registró la Asociación de Ateos y Agnósticos del Atlántico con sede en la ciudad de Barranquilla.
En marzo de 2014 nació la Asociación de Ateos de Pereira.
En el año 2014 la AAAB de la capital dejó de existir. Posteriormente este vacío es llenado en la capital con la Corporación Bogotana para el Avance de la Razón y el Laicismo - Bogotá Atea, que nació en el 2015.
La AALAA fue clave en la reversión del decreto que prohibía poner música popular en el municipio de Marinilla, Antioquia, porque violaba la laicidad.

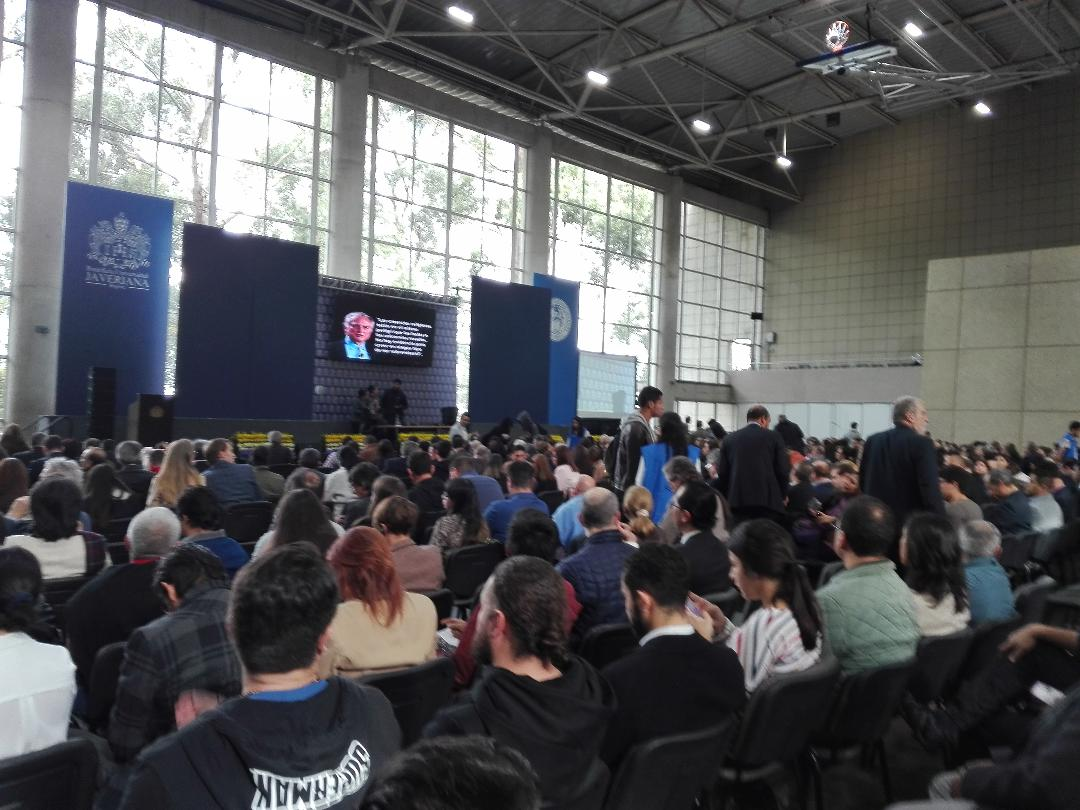
Debate entre Richard Dawkins y Gerardo Remolina en la Pontificia Universidad Javeriana.

A finales de 2017 el ateo Richard Dawkins estuvo en Colombia debatiendo sobre la existencia de Dios con el sacerdote jesuita Gerardo Remolina en las ciudades de Bogotá, Medellín y Cartagena.
La vista de Dawkins llevó a una cobertura por los principales medios del país que pusieron en la opinión pública el tema del ateísmo en el mundo y en Colombia.
Bogotá atea y la Asociación de ateos del eje cafetero, organizaron el segundo encuentro latinoamericano de libre pensamiento en 2022. El evento agrupó a diferentes activistas que hicieron ponencias en diferentes temas como: inteligencia artificial, hierofanías e iconográficas de la colonia, la bioingeniería en plantas.

## Producción literaria
En Colombia la producción de obras de tema ateo o agnóstico es baja. Sin embargo, se tienen las siguientes obras:
- El hombre creó a Dios (2002) de Hernando Idárraga Palacio.
- Los fenómenos paranormales: Una pura ilusión (2002) de Antonio Vélez Montoya.
- De pi a pa: Ensayos a contracorrientes (2003) de Antonio Vélez Montoya.
- La puta de Babilonia (2007) de Fernando Vallejo.
- Manual de Ateología (2009) editado por Tierra Firme Editores con textos de Héctor Abad Faciolince, Florence Thomas, Daniel Samper Ospina, Humberto de la Calle, Gustavo Álvarez Gardeazábal, Carlos Gaviria Díaz, Alejandro Gaviria, Antonio Vélez, Tito Livio Caldas, Juan Manuel Charry, Felipe Zuleta, Andrés Mejía Vergnaud, José Arizala, Eduardo Arias, Carlos Daguer y Ana Margarita López.
- Creer o no creer (2012) de Jorge Arboleda Valencia.

## Discriminación a ateos
Los ateos y agnósticos en Colombia aún sufren discriminación principalmente en pueblos y zonas rurales. En el imaginario popular se asocia la falta de religión con falta de valores, satanismo o delincuencia. 
En Colombia muchos ateos que acceden a cargos públicos en zonas rurales, como docentes nombrados por concurso, prefieren mantener oculto su ateísmo con el fin de evitar problemas con las comunidades. El caso del docente Miguel Trujillo, docente de filosofía nombrado por concurso en el Colegio Simón Bolívar en Garzón, Huila en el 2016 fue emblemático. Por hablar en sus clases del Big-Bang y la evolución generó un revuelo entre los padres de familia y el párroco local, que inicialmente solicitaron a las directivas del colegio público que se censuraran las clases del profesor Trujillo.
Tras darse a conocer la insólita noticia, las ONG de ateos del país enviaron Derechos de Petición a la Secretaría de Educación del Huila, a la rectora del colegio a fin de no discriminar al maestro y respetarle la libertad de cátedra. 
Otro caso que ilustra la ateofobia en Colombia es el caso de los mensajes del exprocurador Alejandro Ordóñez quien atacó vía Twitter al Ministro de Salud Alejandro Gaviria, abiertamente ateo, tras una entrevista que este último diera a la televisión. Gaviria afirmó “Soy ateo como producto de lo que he leído, de lo que he vivido, de la forma como concibo el mundo". Ordóñez reaccionó con una serie de trinos entre ellos uno que decía: "Un gobierno sin Dios promueve el aborto, la eutanasia y legalización de la droga. Además, se ufana de su ateísmo en televisión nacional”.